# Éric Charron
René Éric Charron (* 14. Januar 1970 in Verdun, Québec) ist ein ehemaliger kanadischer Eishockeyspieler, der in der National Hockey League für die Montréal Canadiens, die Tampa Bay Lightning, die Washington Capitals und die Calgary Flames sowie in der Deutschen Eishockey Liga für die Adler Mannheim aktiv war.

## Spielerkarriere
Der 1,90 m große Verteidiger begann seine Karriere bei verschiedenen Teams in der kanadischen Juniorenliga QMJHL, bevor er beim NHL Entry Draft 1988 als 20. in der ersten Runde von den Montréal Canadiens ausgewählt (gedraftet) wurde. 
Seine ersten NHL-Einsätze für die Canadiens absolvierte der Linksschütze in der Saison 1992/93, der Spielzeit, in welcher das Team zum bisher letzten Mal den Stanley Cup gewann. Charron bestritt allerdings keines der Play-off-Spiele, sodass sein Name nicht auf dem Pokal eingraviert ist. Die meiste Zeit verbrachte er bei den Montreal-Farmteams Fredericton Canadiens in der AHL und den Atlanta Knights in der IHL. Zur Saison 1993/94 wechselte der Kanadier zu den Tampa Bay Lightning, für die er bis 1996 63-mal auf dem Eis stand. Noch während der Spielzeit 1995/96 wechselte Charron zu den Washington Capitals, 1997 wurde er zu den Calgary Flames transferiert. 
2001 wechselte der Kanadier nach Europa, wo er jeweils eine Spielzeit für die Adler Mannheim in der DEL, die Nottingham Panthers in der britischen Ice Hockey Superleague und für den HK Sibir Nowosibirsk in der russischen Superliga bestritt. 2004 kehrte Éric Charron nach Nordamerika zurück, wo er seitdem für verschiedene Teams in der LNAH spielte.

## Erfolge und Auszeichnungen
- 1998 Teilnahme am AHL All-Star Classic

## Karrierestatistik
(Legende zur Spielerstatistik: Sp oder GP = absolvierte Spiele; T oder G = erzielte Tore; V oder A = erzielte Assists; Pkt oder Pts = erzielte Scorerpunkte; SM oder PIM = erhaltene Strafminuten; +/− = Plus/Minus-Bilanz; PP = erzielte Überzahltore; SH = erzielte Unterzahltore; GW = erzielte Siegtore; 1 Play-downs/Relegation; Kursiv: Statistik nicht vollständig)